# Brette
Pour les articles homonymes, voir Brette (homonymie).
Brette est une commune française située dans le département de la Drôme en région Auvergne-Rhône-Alpes.

## Géographie

### Localisation
Rattachée à la communauté de communes du Diois, cette commune de la Drôme provençale est située à environ 60 kilomètres au sud-est de Valence et à mi-chemin entre les sous-préfectures de Die et de Nyons. Brette est situé à 4 km de Saint-Nazaire-le-Désert.

### Relief et géologie
Sites particuliers :
- Chabrier (996 m)
- Col de la Bâtie
- Col de la Berche
- Col du Pin
- Col l'Esquife
- Croix de Brette (1167 m)
- Grandes Combes
- l'Aiguille (1333 m)
- la Servelle (1613 m)
- le Cuchet (1372 m)
- Pas de l'Echaillon
- Pas du Goure
- Pas du Loup (est)
- Pas du Loup (ouest)
- Pas du Viage
- Pointe de Quicouret (1045 m)
- Rocher Rouge
- Rochers du Dos de l'Âne
- Serre de l'Église

### Hydrographie
La commune est arrosée par les cours d'eau suivants :
- la Brette : ruisseau qui a sa source au domaine de Marasine (commune de Volvent), traverse celle de Brette, et se jette sur celle de Pradelles dans la Roanne, après 10,5 kilomètres de parcours. En 1891, il a une largeur moyenne de 10 m, une pente de 368 m, un débit ordinaire de 1,20 m3, extraordinaire de 75 m3[2] ;
- la Roanne ;
- Ravin des Mines ;
- Ruisseau de Boutifarde ;
- Ruisseau de Volvent.

### Climat
Pour des articles plus généraux, voir Climat d'Auvergne-Rhône-Alpes et Climat de la Drôme.
En 2010, le climat de la commune est de type climat des marges montargnardes, selon une étude du CNRS s'appuyant sur une série de données couvrant la période 1971-2000. En 2020, Météo-France publie une typologie des climats de la France métropolitaine dans laquelle la commune est exposée à un climat de montagne ou de marges de montagne et est dans la région climatique  Alpes du sud, caractérisée par une pluviométrie annuelle de 850 à 1 000 mm, minimale en été. 
Pour la période 1971-2000, la température annuelle moyenne est de 10,7 °C, avec une amplitude thermique annuelle de 16,7 °C. Le cumul annuel moyen de précipitations est de 1 052 mm, avec 8,5 jours de précipitations en janvier et 5,3 jours en juillet. Pour la période 1991-2020, la température moyenne annuelle observée sur la station météorologique de Météo-France la plus proche, sur la commune de Saint-Nazaire-le-Désert à 3 km à vol d'oiseau, est de 10,5 °C et le cumul annuel moyen de précipitations est de 1 011,8 mm,. Pour l'avenir, les paramètres climatiques de la commune estimés pour 2050 selon différents scénarios d'émission de gaz à effet de serre sont consultables sur un site dédié publié par Météo-France en novembre 2022.

## Urbanisme

### Typologie
Au 1er janvier 2024, Brette est catégorisée commune rurale à habitat très dispersé, selon la nouvelle grille communale de densité à 7 niveaux définie par l'Insee en 2022.
Elle est située hors unité urbaine et hors attraction des villes,.

### Occupation des sols
L'occupation des sols de la commune, telle qu'elle ressort de la base de données européenne d’occupation biophysique des sols Corine Land Cover (CLC), est marquée par l'importance des forêts et milieux semi-naturels (94,3 % en 2018), en diminution par rapport à 1990 (97,5 %). La répartition détaillée en 2018 est la suivante : milieux à végétation arbustive et/ou herbacée (53 %), forêts (41,3 %), zones agricoles hétérogènes (5,3 %), prairies (0,4 %). L'évolution de l’occupation des sols de la commune et de ses infrastructures peut être observée sur les différentes représentations cartographiques du territoire : la carte de Cassini (XVIIIe siècle), la carte d'état-major (1820-1866) et les cartes ou photos aériennes de l'IGN pour la période actuelle (1950 à aujourd'hui).

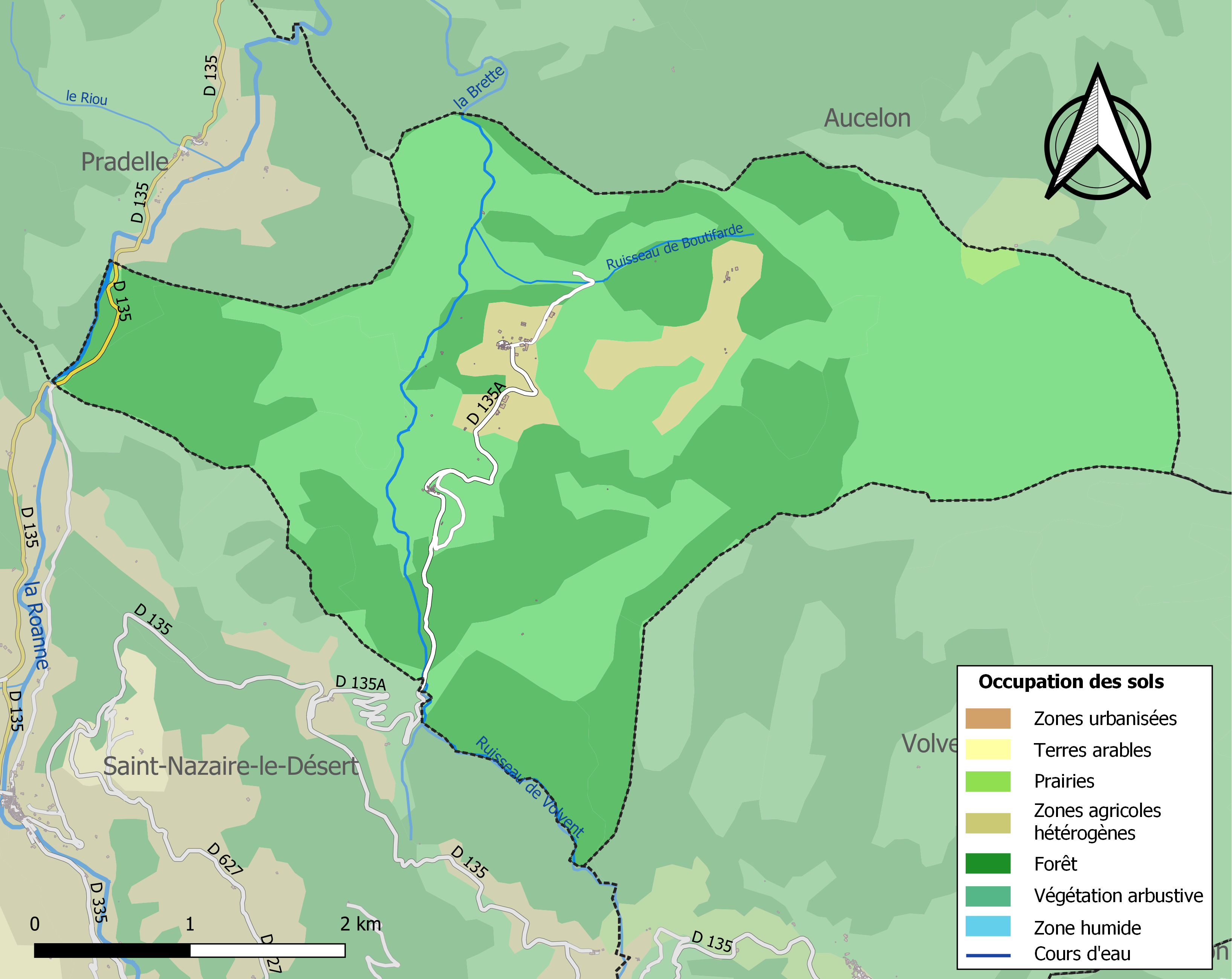
Carte des infrastructures et de l'occupation des sols de la commune en 2018 (CLC).

### Morphologie urbaine
La commune, composée de deux hameaux, s'accroche au versant ouest de la Servelle (1 613 m), le point culminant.

#### Quartiers, hameaux et lieux-dits
Site Géoportail (carte IGN) :
- Bouscarome
- Brette Vieille
- Clot Serre
- Fontaine des Coquins
- Fontaine du Chien
- Font Bonne
- Forêt Domaniale de la Roanne
- Grindan
- la Bâtie
- la Combe
- l'Adret
- la Loubatière
- le Bas Freyssinet
- le Brus
- l'Échailler
- l'Écharène
- le Freyssinet
- le Monestier
- le Parquet
- le Pouget
- le Raou
- les Bernardes
- les Grands Champs
- les Joinas
- les Moutettes
- les Raux
- les Ravaux
- les Raynauds
- les Sapeys
- le Villard
- l'Oiseau
- Serrail
- Vire-Sac

### Voies de communication et transports
La commune est desservie par la route départementale D 135.

## Toponymie

### Attestations
Dictionnaire topographique du département de la Drôme :
- 1168 : Breta (cartulaire des Templiers) /(Ernest Nègre l'a mentionné[14]).
- 1347 : mention du lieu-dit Brette Vieille : castrum de Breta (Valbonnais, II, 550).
- 1509 : mention du ruisseau : ripparia Bretta (archives de la Drôme, E 2525).
- 1665 : mention du lieu-dit Brette Vieille : Brette (archives de la Drôme, B 195).
- XVIIIe siècle : mention du ruisseau : la Ribière (carte de Cassini).
- 1891 : Brette, commune du canton de La Motte-Chalancon dont le chef-lieu est au hameau du Monestier.
- 1891 : Brette Vieille, village ruiné de la commune de Brette. Ancien chef-lieu de la paroisse et seigneurie de Brette.

### Étymologie
L'origine de ce toponyme reste obscur. Certains toponymistes comme Ernest Nègre évoquent parfois le domaine d'un nommé Britto ou Brittus, mais cela ne convient pas à la forme ancienne Bretta[réf. nécessaire].
Notons que dans le département, plusieurs lieux portent ce nom : une ferme (et quartier) de la commune de Chabrillan, un hameau de la commune de Miscon, une ferme (et quartier) de la commune de Piégros-la-Clastre. Nous pouvons peut-être ajouter le toponyme Bret : un mont de la commune de Die, un ravin de la commune de La Roche-Saint-Secret, un quartier de la commune de Romeyer.

## Histoire

### Du Moyen Âge à la Révolution
Sur une hauteur au nord du hameau des Reynauds se trouve l'emplacement d'une construction dite Brette Vieille dont il ne reste que très peu de traces[réf. nécessaire].
Brette Vieille était l'ancien chef-lieu de la paroisse et de la seigneurie de Brette.
La seigneurie :
- Au point de vue féodal, la terre (ou seigneurie) de Brette était un fief des évêques de Die.
- Possession des Artaud d'Aix jusqu'à la fin du XIVe siècle.
- Elle passe aux Poitiers-Valentinois.
- Passe aux Saussac.
- Passe aux Leydet.
- Vers 1519 : passe (par mariage) aux Eurre.
- 1675 : passe (par mariage) aux Vesc, derniers seigneurs.

Le prieuré (Le Monestier) : avant la Révolution : prieuré de bénédictins, dépendant de l'abbaye de Cruas et dont le titulaire était décimateur dans la paroisse de Brette.
- XIVe siècle : prioratus de Breta (pouillé de Die).
- 1449 : prioratus de Bretta (pouillé hist.).
- 1661 : le Monestier de Nostre-Dame de Brette (archives de la Drôme, B 201).
- 1891 : le Monestier, village, chef-lieu de la commune de Brette.

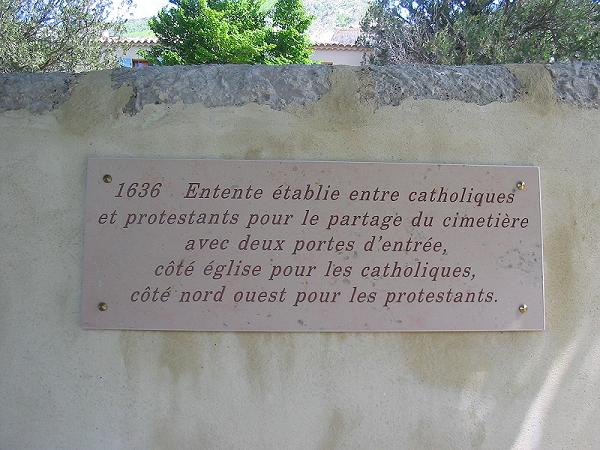
Plaque commémorative du partage du cimetière.

1636 : catholiques et protestants s'entendent pour le partage du cimetière avec deux portes d'entrée, côté église pour les catholiques, côté nord-ouest pour les protestants (cf. la plaque fixée sur le mur du cimetière).
Avant 1790, Brette était une communauté de l'élection de Montélimar, subdélégation de Crest et du bailliage de Die

Elle formait une paroisse du diocèse de Die dont l'église, dédiée à Notre-Dame, et les dîmes appartenaient au prieur du lieu (voir Le Monestier) :

### De la Révolution à nos jours
En 1790, Brette forme, conjointement avec Pradelles et Gleyzolles, une municipalité du canton de Saint-Nazaire-le-Désert mais la réorganisation de l'an VIII (1799-1800) en fait une commune distincte du canton de la Motte-Chalancon.

## Politique et administration

### Liste des maires
| Période                                                                      | Période                    | Identité                           | Étiquette        | Qualité       |
| ---------------------------------------------------------------------------- | -------------------------- | ---------------------------------- | ---------------- | ------------- |
| Les données manquantes sont à compléter. : de la Révolution au Second Empire |                            |                                    |                  |               |
| 1790                                                                         | 1871                       | ?                                  |                  |               |
| Les données manquantes sont à compléter. : depuis la fin du Second Empire    |                            |                                    |                  |               |
| 1871                                                                         | 1874                       | ?                                  |                  |               |
| 1874                                                                         | 1878                       | ?                                  |                  |               |
| 1878                                                                         | 1884                       | ?                                  |                  |               |
| 1884                                                                         | 1888                       | ?                                  |                  |               |
| 1888                                                                         | 1892                       | ?                                  |                  |               |
| 1892                                                                         | 1896                       | ?                                  |                  |               |
| 1896                                                                         | 1900                       | ?                                  |                  |               |
| 1900                                                                         | 1904                       | ?                                  |                  |               |
| 1904                                                                         | 1908                       | ?                                  |                  |               |
| 1908                                                                         | 1912                       | ?                                  |                  |               |
| 1912                                                                         | 1919                       | ?                                  |                  |               |
| 1919                                                                         | 1925                       | ?                                  |                  |               |
| 1925                                                                         | 1929                       | ?                                  |                  |               |
| 1929                                                                         | 1935                       | ?                                  |                  |               |
| 1935                                                                         | 1945                       | ?                                  |                  |               |
| 1945                                                                         | 1947                       | ?                                  |                  |               |
| 1947                                                                         | 1953                       | ?                                  |                  |               |
| 1953                                                                         | 1959                       | ?                                  |                  |               |
| 1959                                                                         | 1965                       | ?                                  |                  |               |
| 1965                                                                         | 1971                       | ?                                  |                  |               |
| 1971                                                                         | 1977                       | ?                                  |                  |               |
| 1977                                                                         | 1983                       | ?                                  |                  |               |
| 1983                                                                         | 1989                       | ?                                  |                  |               |
| 1989                                                                         | 1995                       | ?                                  |                  |               |
| 1995                                                                         | 2001                       | ?                                  |                  |               |
| 2001                                                                         | 2008                       | Gérard Blache                      |                  |               |
| 2008                                                                         | 2014                       | Gérard Blache                      |                  | maire sortant |
| 2014                                                                         | 2020                       | Hervé Reynaud                      | (sans étiquette) | agriculteur   |
| 2020                                                                         | En cours (au 9 avril 2022) | Hervé Reynaud[source insuffisante] |                  | maire sortant |

## Population et société

### Démographie
L'évolution du nombre d'habitants est connue à travers les recensements de la population effectués dans la commune depuis 1793. Pour les communes de moins de 10 000 habitants, une enquête de recensement portant sur toute la population est réalisée tous les cinq ans, les populations de référence des années intermédiaires étant quant à elles estimées par interpolation ou extrapolation. Pour la commune, le premier recensement exhaustif entrant dans le cadre du nouveau dispositif a été réalisé en 2005.

En 2022, la commune comptait 31 habitants, en évolution de −24,39 % par rapport à 2016 (Drôme : +2,64 %, France hors Mayotte : +2,11 %).
| 1793 | 1800 | 1806 | 1821 | 1831 | 1836 | 1841 | 1846 | 1851 |
| ---- | ---- | ---- | ---- | ---- | ---- | ---- | ---- | ---- |
| 237  | 216  | 222  | 239  | 194  | 228  | 253  | 239  | 254  |

| 1856 | 1861 | 1866 | 1872 | 1876 | 1881 | 1886 | 1891 | 1896 |
| ---- | ---- | ---- | ---- | ---- | ---- | ---- | ---- | ---- |
| 210  | 188  | 201  | 195  | 198  | 192  | 174  | 172  | 160  |

| 1901 | 1906 | 1911 | 1921 | 1926 | 1931 | 1936 | 1946 | 1954 |
| ---- | ---- | ---- | ---- | ---- | ---- | ---- | ---- | ---- |
| 150  | 153  | 146  | 107  | 97   | 79   | 78   | 75   | 63   |

| 1962 | 1968 | 1975 | 1982 | 1990 | 1999 | 2005 | 2006 | 2010 |
| ---- | ---- | ---- | ---- | ---- | ---- | ---- | ---- | ---- |
| 55   | 45   | 31   | 32   | 27   | 32   | 31   | 31   | 33   |

| 2015 | 2020 | 2022 | - | - | - | - | - | - |
| ---- | ---- | ---- | - | - | - | - | - | - |
| 39   | 34   | 31   | - | - | - | - | - | - |

### Enseignement
La commune est rattachée à l'académie de Grenoble.

### Loisirs
- Randonnées : GR de Pays Tour de la Vallée de la Roanne[1].

### Médias
Le territoire de la commune se situe dans l'aire de diffusion de plusieurs médias :
- Presse écrite
  - Le Crestois, hebdomadaire de la vallée de la Drôme.
  - Le Dauphiné libéré, quotidien régional qui consacre, chaque jour, y compris le dimanche, dans son édition de « Valence-Drôme » un ou plusieurs articles à l'actualité du canton et de la commune, ainsi que des informations sur les éventuelles manifestations locales, les travaux routiers, et autres événements divers à caractère local.
  - L'Agriculture Drômoise, journal d'informations agricoles et rurales, couvre l'ensemble du département de la Drôme.
  - Drôme Hebdo (ancien Peuple Libre), hebdomadaire chrétien d'informations.
- Presse audio-visuelle
  - Radio Saint Ferréol est une radio locale émise depuis Crest.
  - Ici Drôme Ardèche est une radio publique diffusée sur son territoire.

### Cultes
L'église paroissiale et la communauté catholique de la commune relèvent de la Paroisse Sainte Famille du Crestois dont la maison paroissiale est située à Crest. Cette paroisse est rattachée au diocèse de Valence.

## Économie

### Agriculture
En 1992 : pâturages (caprins, ovins), lavande.
- Produits locaux : fromage Picodon[22].

L'économie est essentiellement agricole : lait et fromage de chèvre (comme le picodon), la culture de la lavande, les noix, l'élevage de brebis sur le plateau de la Servelle, la cueillette du tilleul[réf. nécessaire].

### Industrie
La commune disposaient d'anciennes mines.

### Tourisme
- Environnement sauvage et aride[22].
- La Servelle qui offre un beau point de vue sur toute la région : au nord le Vercors, au sud le mont Ventoux, à l'ouest les Trois Becs et à l'est les Écrins.
- Point de vue sur la vallée de la Roanne depuis le Pas de l'Échaillon.
- Site du village perché de Monestier[22].
- Gîte rural dans le hameau de Raynauds[23].
- Ferme auberge camping à la ferme du Villard[24].

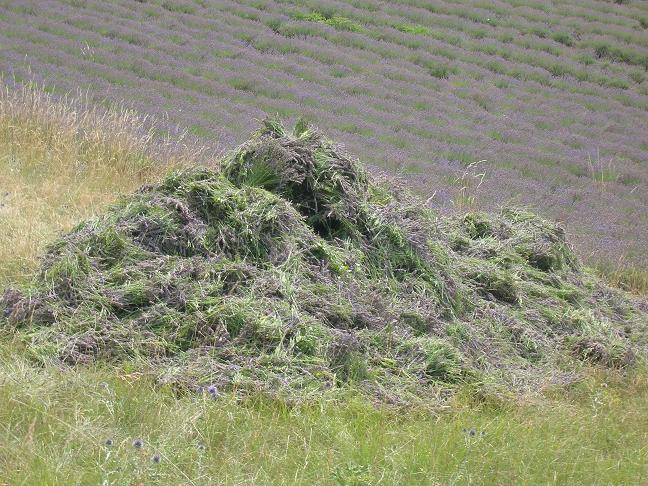
Champ de lavande à Brette.
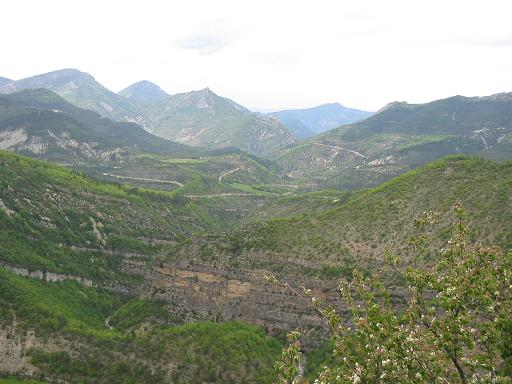
Vallée de la Roanne depuis le Pas de l'Échaillon.

## Culture locale et patrimoine

### Lieux et monuments
- Église Notre-Dame du Monestier : ancien prieuré bénédictin[22].
- Anciennes mines[22],[1] de la Compagnie Royale d'Asturie[réf. nécessaire].

### Patrimoine naturel
- Plusieurs gouffres grottes et scialets dont :
  - grotte de la « Beaume Sourde »[réf. nécessaire].
  - gouffre[1] du « Trou de la Servelle » qui débouche, selon la légende, dans une fontaine à Saillans (à 25 km)[réf. nécessaire].

### Personnalités liées à la commune
En août 1995, le funambule Henry's a traversé la vallée de la Brette, entre le Monestier et le col du Parquet, sur un câble en acier[réf. nécessaire].

### Héraldique, logotype et devise
|  | Brette possède des armoiries dont l'origine et le blasonnement exact ne sont pas disponibles. |